# 宇野順一郎
宇野 順一郎（うの じゅんいちろう、1935年10月19日 - ）は、元レーシングライダー、実業家。大阪府大阪市出身。
全日本クラブマンレース（アマチュアライダーと市販マシンが対象）などで活躍した後、ヤマハと契約してワークスライダーになり、国内のレースやモトクロスに出場。選手を引退後は、家業である自動車の電装品の修理販売業を行いながら、レースの競技役員などを務め、中高年に達してからも各種のイベントレースに出場した。

## 経歴
1935年に兵庫県尼崎市に生まれ、大阪府八尾市で終戦を迎える。実父が病死したため、母親が父方の親戚（継父）と再婚した。継父は大阪府大阪市で自動車用バッテリーの再生や新造（当時はバッテリーを何度も再生するのが普通だった）などを行っており、宇野は中学卒業後に自動車の電装品店などに勤め（丁稚奉公）、自動車の電装品の修理技術を身に付けた後、継父と共に電装品の修理販売を行う。
継父から労働の褒美としてスズキダイヤモンドフリー（二輪車）を買い与えられ、後にはホンダドリームSA（単気筒250cc）を買い与えられ、二輪車に親しむ。
1958年、浅間高原自動車テストコースで開催された第1回全日本クラブマンレースに、自ら改造したホンダ・ドリームSAで出場。ライトウェイト（250cc以下）クラスで7位を獲得。
1959年、大阪の信太山で開催された第1回全日本モトクロスにドリームSAで出場。同年の第2回全日本クラブマンレースにホンダCS76（２気筒305cc）で出場し転倒リタイヤ。
1961年、埼玉県の米軍ジョンソン基地（現在の自衛隊入間基地で開催された第４回全日本クラブマンレースにホンダCR71で出場し、クラブマン250ccクラスで2位。併催された日本選手権（プロライダーやワークスマシンも出場可能）にホンダCR71で出場し優勝。この活躍により、ヤマハの契約ライダーになる。
1962年、三重県の鈴鹿サーキットで開催された第１回全日本選手権レース（鈴鹿のオープニングレース）に出場。以後、ヤマハワークスライダーとして、国内レースやモトクロスで活躍。
1965年、30歳の時に現役引退。
引退以後はレースやモトクロスの競技役員を務めた。電装部品、特に旧型車の電装部品の修理に関しては関西圏の第一人者と言われた。そのかたわら、ルーツ・ザ・レース（鈴鹿で開催された旧車レース）などのイベントレースに出場。2004年にはマン島TT（イギリス）のラップ・オブ・オナー（パレードラン）にトーハツのレーシングマシンで参加。デイトナ（アメリカ）にも遠征した。

## エピソード
宇野は黎明期の二輪車レースに関し様々な裏側の事情を垣間見ている。
- 1959年の第2回全日本クラブマンレース250ccクラスで優勝した北野元のマシン（ホンダCR71）に「ごっついキャブ」が付いているのを目撃した。宇野が聞くと「ギロチンキャブ」（フラットバルブキャブ）と言われたとのこと。宇野の友人が乗っていたノーマルのCR71とは違っており、「北野たちホンダ系クラブ所属のライダーは工場（ワークス）レーサーみたいなのに乗っていて、練習量も違うだろうし、これはかなわないと思った」と語っている。
- 宇野の友人が1959年に購入したホンダCR71（市販レーサー）を購入し、1961年の全日本クラブマンレースと日本選手権に出た。CR71には謎が多く、「実際には市販されず、第２回クラブマンレースの際、ホンダ系チーム／ライダーに限られた数が貸与されただけ」という説もあるが、宇野は「CR71は市販された。関西では僕の友達が買った1台だけで、ホモロゲーション（市販レーサーの認定基準台数）は、僕の知る限り売ってない」と語っている。
- ヤマハワークスに宇野と一緒に入ったのは、片山義美、久木留博之、本橋明泰、三室恵義、三橋実ら計７名。契約ライダーのオーディションが行われ150名ほどが集まったが、宇野はヤマハから「あなたはもう契約が決まっているが、他の人たちと同じようにテストする」と言われたという。テストの場所はヤマハ中瀬テストコース（天竜川沿いの簡易コース）だったという。
- ヤマハには伊藤史朗などの先輩ライダーがおり世界GPに参戦していた。宇野たちは「今後の成績次第でマン島（などの世界GP）にも行かせてもらえる」という条件だったという。本橋明泰や三室恵義は海外レースに参戦したが、宇野は「仲間の中では年齢もいっていたし、オヤジ（継父）と仕事もしていたので海外には行かなかった」という。
- ヤマハの絶対的エース格だった伊藤史朗が、片山義美を脅し上げる（片山が他のライダーの倍の契約金を受け取っていたことが理由）場に宇野は一緒にいた。宇野いわく「伊藤史朗は僕に乗り方を指導したが、片山には絶対に教えなかった。片山は僕らの中で一番速かったから用心していたのだろう」とのこと。
- 伊藤史朗を片山義美の自宅まで送り、伊藤が片山に「俺が悪かった。許してくれ」と土下座して詫びる場にいた。宇野いわく「伊藤はレースでコケて頭を打って調子が戻らず、精神的にも弱っていたのだろう」とのこと。
- 1972年に兵庫県神鍋高原で開催された全日本モトクロス日本グランプリに役員として参加。大会を監督した池田徳寬（モトクロスの元強豪選手）が、吉村太一（大阪府出身。ホンダのワークスライダー）を優勝させるため、急遽コースを変更したのに驚愕した。宇野いわく「練習走行も終わっていて、そんなことしていいのかと思ったが、池田は『宮さま（大会名誉総裁の高松宮）がよく見えるように変えるんだ』と、予選の前の日にコース変更した」と語っている。結果はホンダの2サイクルマシンに乗る吉村太一が優勝した。